# Frank Nasworthy
Frank Nasworthy es conocido por la introducción del poliuretano en la composición de las ruedas de las tablas de skateboarding a principios de los años 70.

## Biografía
Después de graduarse en el Instituto de secundaria de Annandale en Virginia en 1969, Nasworthy asistió a la universidad politécnica de Virginia un año. Volvió con su familia en el verano de 1970 y visitó una fábrica de plásticos en Purcellville llamada Creative Urethane que poseía el padre de un amigo. La fábrica había experimentado con una rueda de patines de poliuretano que fue vendida a Roller Sports Inc., y que proveyó las ruedas para los patines de alquiler en las pistas de skate. Este tipo de ruedas más suaves estaban pensadas para los principiantes del skate boarding, pero la rueda fue rechazada por gran parte de los skaters que preferían las ruedas de acero que permitían velocidades más rápidas en los suelos de madera de las pista de skate.
Hasta entonces, los monopatines habían sido fabricados con las mismas ruedas de acero que los patines o con un compuesto de arcilla (combinación de plástico, papel, y cáscaras molidas de nuez). Estas ruedas solo podían usarse unas siete u ocho horas antes de su desgaste.
Nasworthy se trasladó a California Meridional en 1971 para surfear, y se dio cuenta de que los niños intentaban practicar skate cuando las piscinas estaban vacías. Nasworthy pensó que las ruedas suaves de poliuretano serían ideales para los monopatines e hizo que su padre le enviara 10 sets. Montándolos sobre su patín descubrió que permitían un rodamiento mucho más liso, rápido y controlable. Habiendo comprobado el potencial de una rueda de poliuretano en las tablas de skate, Nasworthy invirtió 700$, que él había ahorrado trabajando en un restaurante, y creó la Cadillac Wheels Company. Creative Urethane creó las ruedas a partir de sus especificaciones y Nasworthy trasladó la compañía a California en 1972.
Debido a la juventud del skateboarding en ese momento, Nasworthy vendió sus ruedas directamente a las tiendas de surf situadas a lo largo de la costa de California y colocó anuncios con un joven Greg Weaver en las revistas de surf. La noticia de las ruedas se transmitió inicialmente de 'boca en boca' pero el crecimiento de esta noticia significó el despertar del skateboarding y en 1975 los fabricantes incorporaban este sistema y Nasworthy vendía 300.000 sets de ruedas al año.
Nasworthy decidió licenciar sus ruedas a Bahne and Co de Encinitas, California y los monopatines de Bahne and Co fueron fabricados con las ruedas de Cadillac Wheels. Durante 1975, la compañía vendió más de 15000 patines al mes.
El éxito no duro mucho, pues la innovación de Nasworthy pronto fue alcanzada por la introducción de unos precisos sistemas de rodamiento. Pero el descubrimiento de Nasworthy significó el catalizador del renacer del skateboard.